# Kulltorp
Kulltorp – miejscowość (tätort) w Szwecji, w regionie administracyjnym (län) Jönköping, w gminie Gnosjö.
Według danych Szwedzkiego Urzędu Statystycznego liczba ludności wyniosła: 328 (31 grudnia 2015), 367 (31 grudnia 2018) i 368 (31 grudnia 2019).